# Séwé Football Club
 (août 2024).
Si vous disposez d'ouvrages ou d'articles de référence ou si vous connaissez des sites web de qualité traitant du thème abordé ici, merci de compléter l'article en donnant les références utiles à sa vérifiabilité et en les liant à la section « Notes et références ».
Maillots
Le Séwé Sport de San-Pédro est un club ivoirien de football basé à San-Pédro.

## Palmarès
| Compétitions nationales | Compétitions internationales                        |
| - Championnat de Côte d'Ivoire de football (3) - Champion : 2012, 2013, 2014 - Vice Champion : 2006, 2016 - Coupe de Côte d'Ivoire de football (1) - Vainqueur : 2016 - Finaliste : 1999, 2005, 2012, 2014 - Coupe de la Ligue : - Finaliste : 2015 - Coupe Félix-Houphouët-Boigny (4) - Vainqueur : 2006, 2012, 2013, 2014. | - Coupe de la confédération 2014 - Finaliste : 2014 |

## Ancien logo

## Anciens entraîneurs
- Koné Lanciné
- Lama Bamba
- Didier Otokoré
- Mamadou Zaré